# Pacheta
José Rojo Martín (Salas de los Infantes, Burgos, 23 de marzo de 1968), más conocido como Pacheta, es un exfutbolista y entrenador de fútbol español. Actualmente dirige al Granada CF.

## Trayectoria

### Como jugador
Tras iniciar su andadura en  el Racing Lermeño C.F. (temporada 1987-1989), su trayectoria como jugador de fútbol profesional comienza con el Numancia en Segunda B (temporada 1989-1990). En las siguientes temporadas formó parte de equipos como el Real Burgos (1990-1991) en Primera División, el Atlético Marbella en Segunda (1991-1993) y el Mérida en Segunda (1993-1994).
En el RCD Espanyol (1994-1999) coincidio con técnicos como Camacho y Marcelo Bielsa, y fue donde alcanzó su mejor momento deportivo, pese a que nunca consiguió ser titular indiscutible, fue un jugador muy querido por la afición por su compromiso y polivalencía. 
Jugó en Primera acumulando más de 200 partidos oficiales. 
Terminó su carrera como futbolista en el Numancia (1999-2003), club al que se incorporó al cuerpo técnico ejerciendo de director deportivo desde el 2007.
Como jugador ocupaba la demarcación de centrocampista, siendo de un corte más destructor que creativo. A pesar de ello, en sus 7 años jugando en Primera División anotó una cifra de goles más que respetable, siendo un total de 15 los logrados.

### Como entrenador

#### CD Numancia
Pacheta debutó como técnico en la temporada 2008/2009, cuando asumió el banquillo del CD Numancia, del que era director deportivo, tras la destitución del croata Sergio Krešić. Su llegada al banquillo no sirvió para evitar que el equipo soriano, el más modesto de la categoría, acabase descendiendo a Segunda. Al finalizar esa temporada se decidió que Pacheta no continuase en el banquillo soriano. La temporada siguiente volvió a los despachos del club numantino ocupando de nuevo el cargo de director deportivo hasta el verano de 2010, fecha en la que abandonaría el club.

#### Real Oviedo
En febrero de 2011, se hizo cargo del histórico Real Oviedo de la Segunda División B, que por aquel entonces atravesaba una grave crisis que le tenía al borde de los puestos de descenso a Tercera División. Con un decente final de liga, consiguió dejar al equipo en octava posición y clasificado para disputar la Copa del Rey. Al finalizar la temporada renovó con el equipo asturiano para la temporada 2011/2012. Tras esta campaña, donde hubo muchos altibajos y no se consiguió el objetivo previsto de disputar la fase de ascenso con el Real Oviedo, fue despedido el 24 de mayo de 2012.

#### FC Cartagena
En diciembre de 2012, fichó por el Fútbol Club Cartagena, equipo recién descendido de la Segunda División y que militaba en el grupo IV de la Segunda División B, con el objetivo del ascenso y consiguiente retorno al fútbol profesional. En mayo de 2013, fue destituido como técnico del Fútbol Club Cartagena tras ganar 2-0 al Club Polideportivo Cacereño y terminar la liga regular. El Efesé estaba segundo en la tabla y debía afrontar el "play-off" de ascenso a Segunda División.

#### Korona Kielce
El 14 de agosto de 2013, se hizo cargo del Korona Kielce de Polonia, dirigiéndolo durante la temporada 2013-14. El equipo terminó undécimo en la Ekstraklasa.

#### Hércules CF
El 11 de junio de 2014, se anunció su fichaje por el Hércules CF para llevar las riendas del equipo alicantino después de su descenso en su nueva andadura en la Segunda División B. Fue destituido el 25 de enero de 2015, tras la derrota como local por 0-1 contra el Club Deportivo Olímpic de Xàtiva, equipo que ocupaba plaza de "play-off" de descenso. El equipo venía de una mala racha de resultados, pero sobre todo de juego, lo que fue el detonante de su despido, ya que sólo consiguió 3 victorias en 12 partidos como local, sin realizar un buen fútbol con una plantilla que se presupone fuerte en la categoría. "Pacheta" abandonó la entidad alicantina con el equipo en cuarta posición, dentro de los puestos de "play-off" de ascenso a Segunda División, un punto por encima del quinto y a 7 puntos del líder.

#### Ratchaburi FC
En 2016, Pacheta inició lo que llamó su "aventura" en Tailandia, donde comenzó a dirigir el equipo profesional del Ratchaburi Football Club.

#### Elche CF
El 27 de febrero de 2018, firmó como nuevo técnico del Elche Club de Fútbol. Después de dirigir al equipo ilicitano en 17 partidos, de los cuales sólo perdió uno, consiguió el ascenso a Segunda División.
En la temporada 2018-19, continuó siendo el entrenador del Elche en Segunda División, finalizando en 11.ª posición.
En la temporada 2019-2020, consiguió el ascenso a Primera División tras proclamarse vencedor de la promoción de ascenso. Sin embargo, y a pesar del éxito, el club anunció que no iba a continuar en el banquillo del Martínez Valero.

#### SD Huesca
El 12 de enero de 2021, se hizo oficial su fichaje por la SD Huesca, sustituyendo a Míchel. Pese a que mejoró los números de su predecesor, no pudo mantener al conjunto aragonés en Primera División, por lo que abandonó el banquillo de El Alcoraz tras consumarse el descenso de categoría.

#### Real Valladolid CF
El 16 de junio de 2021, se anunció su fichaje por el Real Valladolid.
El 29 de mayo de 2022, consiguió el ascenso directo del club blanquivioleta a Primera División tras quedar en el segundo puesto de la tabla de Segunda División.
El 22 de marzo de 2023 fue galardonado con el Premio Ramón Cobo como mejor entrenador de Segunda División de la temporada 2022-23, galardón que otorga la Real Federación Española de Fútbol.
El 3 de abril de 2023, el Real Valladolid destituyó a Pacheta tras la dura derrota por 6-0 contra el Real Madrid en el Estadio Santiago Bernabéu que dejaba al equipo pucelano a un solo punto de los puestos de descenso.

#### Villarreal CF
El 9 de septiembre de 2023, el Villarreal C.F. confirmó la llegada de Pacheta como nuevo técnico. Su etapa en el club castellonense apenas duró 2 meses, puesto que fue despedido el 10 de noviembre del mismo año, tras una irregular trayectoria en el banquillo groguet.

#### Granada CF
El 14 de mayo de 2025, fue oficializado como técnico del Granada CF hasta junio de 2026.

## Clubes

### Como jugador
| Club              | País          | Año           | Partidos | Goles |
| ----------------- | ------------- | ------------- | -------- | ----- |
| Racing Lermeño    | España        | 1987-1989     | ?        | ?     |
| CD Numancia       | España        | 1989-1990     | 15       | 1     |
| Real Burgos       | España        | 1990-1991     | 0        | 0     |
| Atlético Marbella | España        | 1991-1993     | 67       | 9     |
| CP Mérida         | España        | 1993-1994     | 24       | 5     |
| RCD Espanyol      | España        | 1994-1999     | 118      | 5     |
| CD Numancia       | España        | 1999-2003     | 121      | 18    |
| Total carrera     | Total carrera | Total carrera | 345      | 38    |

### Como entrenador
| Club                 | País      | Año           | PJ  | PG  | PE  | PP  | Efectividad |
| -------------------- | --------- | ------------- | --- | --- | --- | --- | ----------- |
| CD Numancia          | España    | 2009          | 15  | 4   | 3   | 8   | 33.34%      |
| Real Oviedo          | España    | 2011-2012     | 55  | 29  | 9   | 17  | 58.18%      |
| FC Cartagena         | España    | 2012-2013     | 22  | 11  | 8   | 3   | 62.12%      |
| Korona Kielce        | Polonia   | 2013-2014     | 34  | 10  | 13  | 11  | 42.16%      |
| Hércules CF          | España    | 2014-2015     | 23  | 9   | 9   | 5   | 52.17%      |
| Ratchaburi Mitr Phol | Tailandia | 2016-2017     | 75  | 37  | 15  | 23  | 56%         |
| Elche CF             | España    | 2018-2020     | 110 | 43  | 39  | 28  | 50.91%      |
| SD Huesca            | España    | 2021          | 20  | 6   | 4   | 10  | 36.67%      |
| Real Valladolid CF   | España    | 2021-2023     | 75  | 36  | 13  | 26  | 53.78%      |
| Villarreal CF        | España    | 2023          | 12  | 5   | 3   | 4   | 50%         |
| Granada CF           | España    | 2025-presente | 2   | 2   | 0   | 0   | 100%        |
| Total                | Total     | Total         | 443 | 192 | 116 | 135 | 52.07%      |

## Internacional
No fue internacional con la selección de fútbol de España aunque sí jugó un partido con la selección de fútbol de Castilla y León.

## Palmarés como entrenador

### Distinciones individuales
| Título                                                         | Club               | País   | Año     |
| -------------------------------------------------------------- | ------------------ | ------ | ------- |
| Premio Ramón Cobo (Mejor entrenador de 2ª División de la Liga) | Real Valladolid CF | España | 2021-22 |

## Condecoraciones
La ciudad de Elche le concedió en el marco de las celebraciones por el Día de la Comunidad Valenciana de 2020 la medalla de plata del bimilenario de Elche, una de las más altas distinciones que otorga la ciudad a nivel civil. Para reconocer su labor al frente del Elche CF, ascendiéndolo desde Segunda División B a Primera División en apenas 3 años.